# Svéradice
Svéradice (en allemand : Swiratitz) est une commune du district de Klatovy, dans la région de Plzeň, en République tchèque. Sa population s'élevait à 316 habitants en 2021.

## Géographie
Le village de Svéradice se trouve à 7 km au nord-nord-est de Horažďovice, à 33 km à l'est de Klatovy, à 49 km au sud-est de Plzeň et à 94 km à l'ouest-sud-ouest de Prague.
La commune est limitée par Chanovice et Slatina au nord, par Velký Bor à l'est, par Horažďovice au sud-est et au sud, et par Velký Bor à l'ouest.

## Histoire
La première mention écrite de la localité date de 1264.

## Galerie

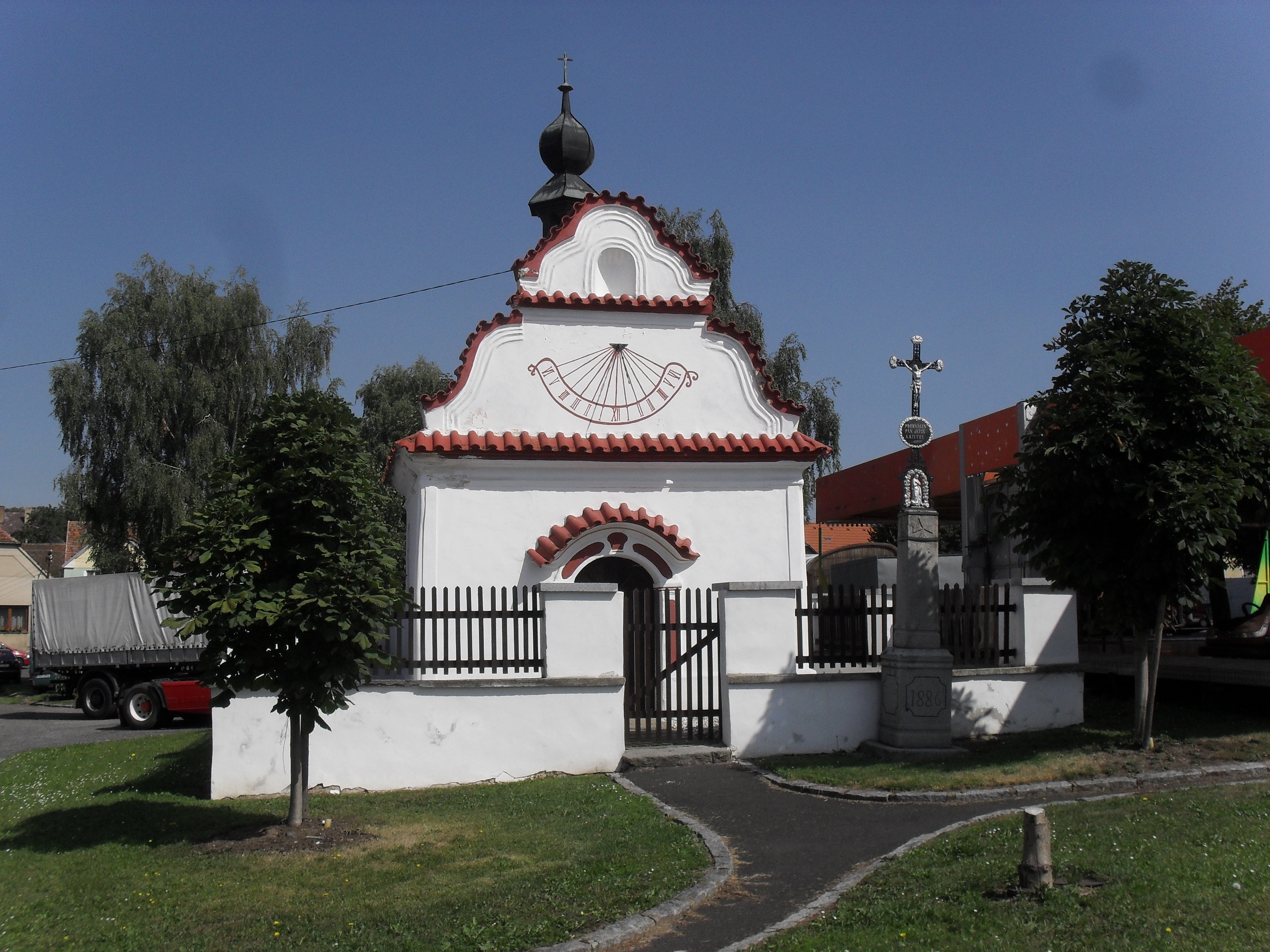
Chapelle Sainte-Anne.
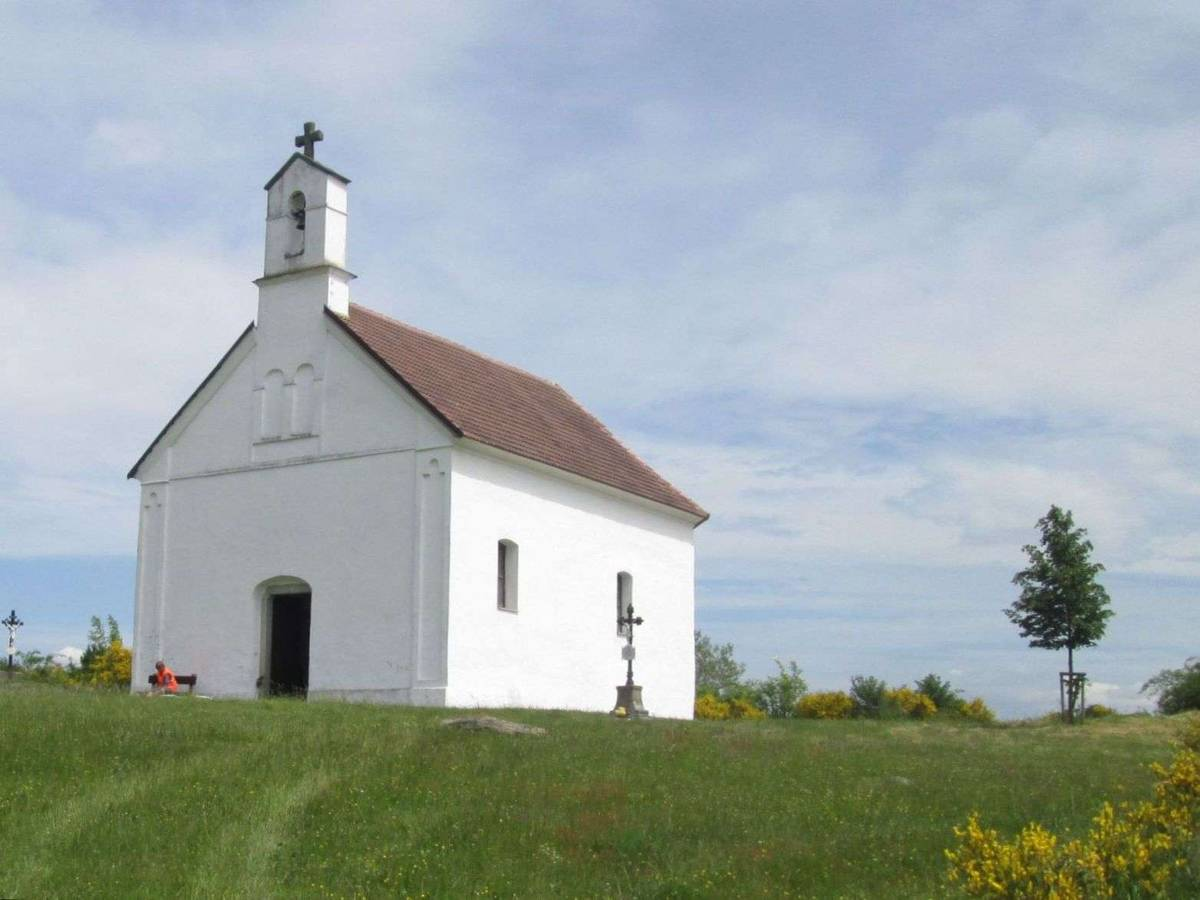
Chapelle Saint-Barthélemy.

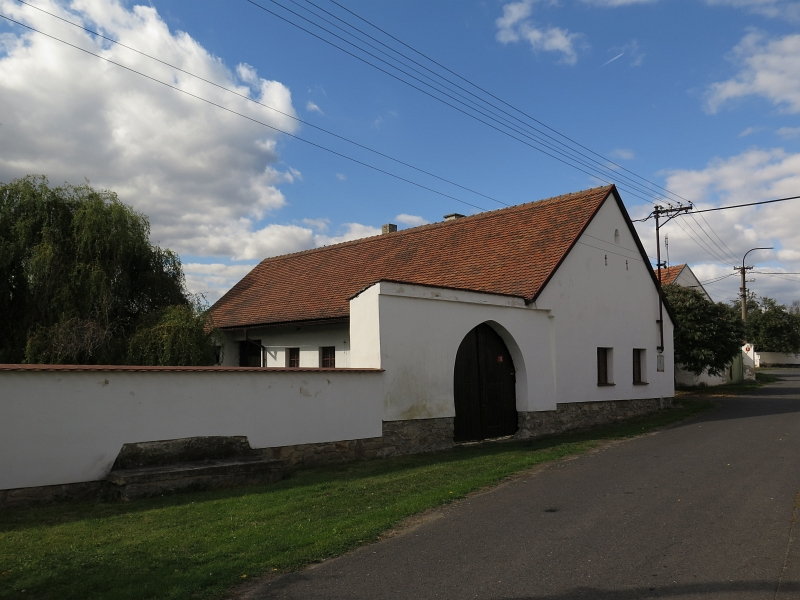
Maison à Svéradice.
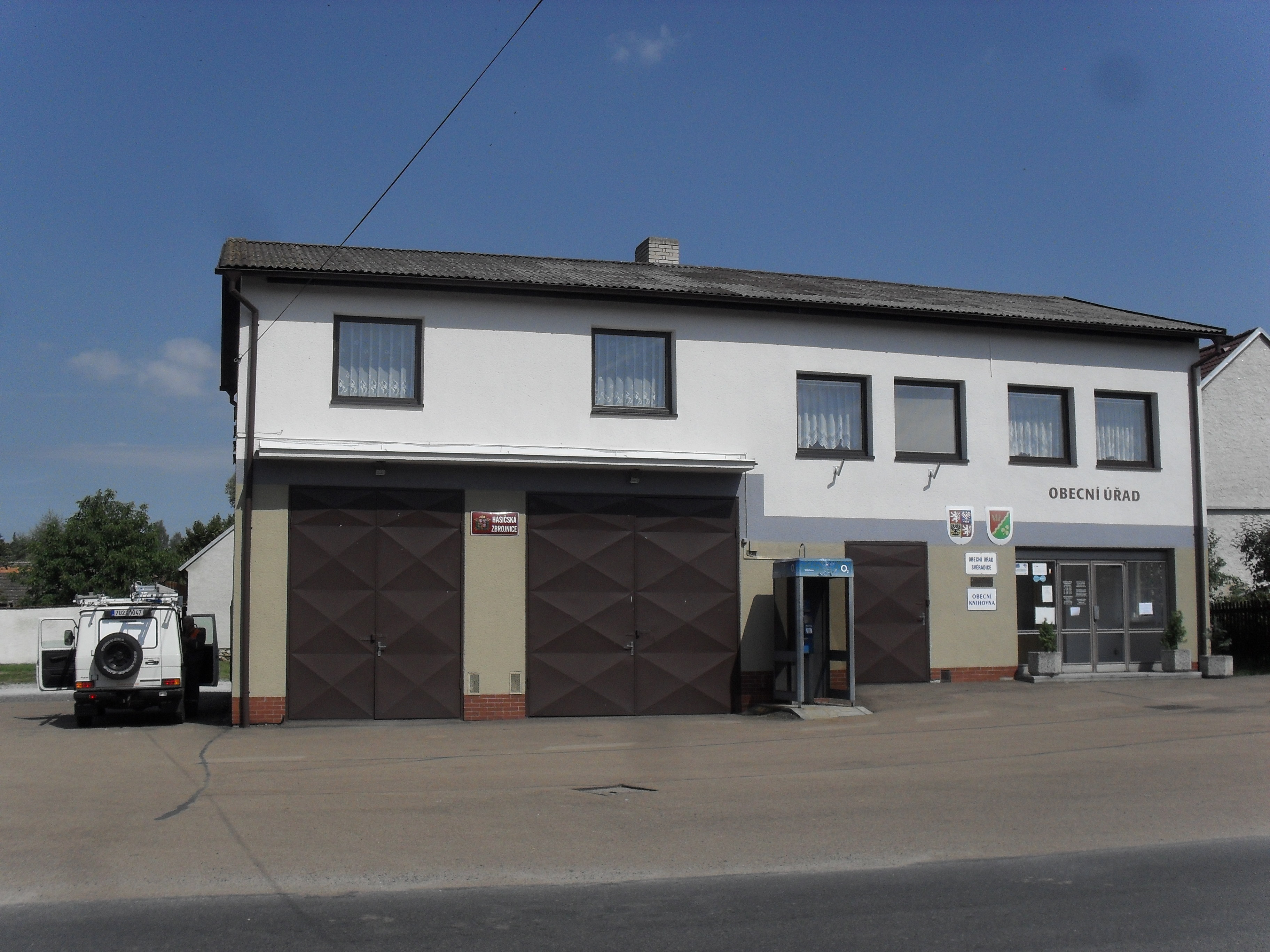
Svéradice : la mairie.

## Transports
Par la route, Svéradice se trouve à 8 km de Horažďovice, à 38 km de Klatovy, à 58 km de Plzeň et à 106 km de Prague.